# Hohner

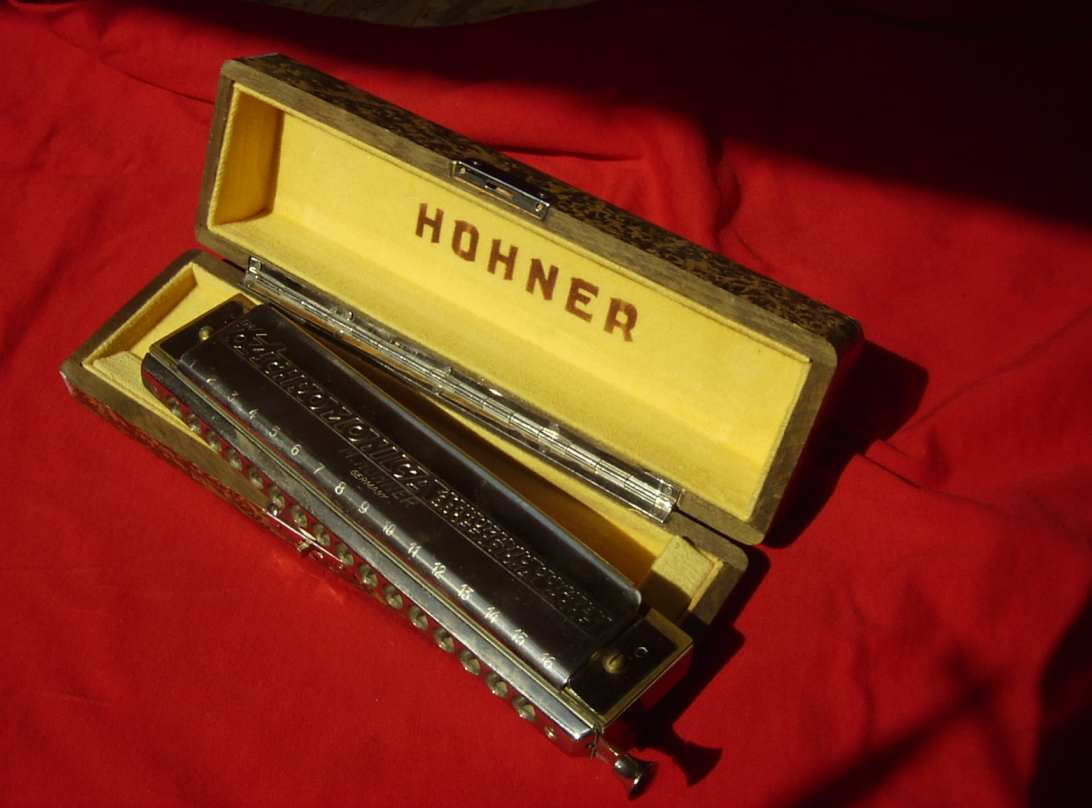
Armónica Hohner

Hohner Musikinstrumente GmbH & Co. KG es una compañía alemana dedicada a la producción de instrumentos musicales. Fue fundada en 1857 por Matthias Hohner (1833–1902), y hoy es reconocida especialmente por sus armónicas y acordeones. La compañía Hohner ha inventado y fabricado muchos estilos diferentes, y la mayoría de sus armónicas son utilizadas por profesionales. La compañía también hace kazoos, flautas dulces, melódicas, guitarras, bajos y ukuleles (bajo la marca Lanikai), sin olvidar el millón de armónicas producidas al año.